# Brevisiphonaphis hirsutissima
Brevisiphonaphis hirsutissima är en insektsart som beskrevs av Stekolshchikov och Ge-Xia Qiao 2008. Brevisiphonaphis hirsutissima ingår i släktet Brevisiphonaphis och familjen långrörsbladlöss. Inga underarter finns listade i Catalogue of Life.